# Château d'If

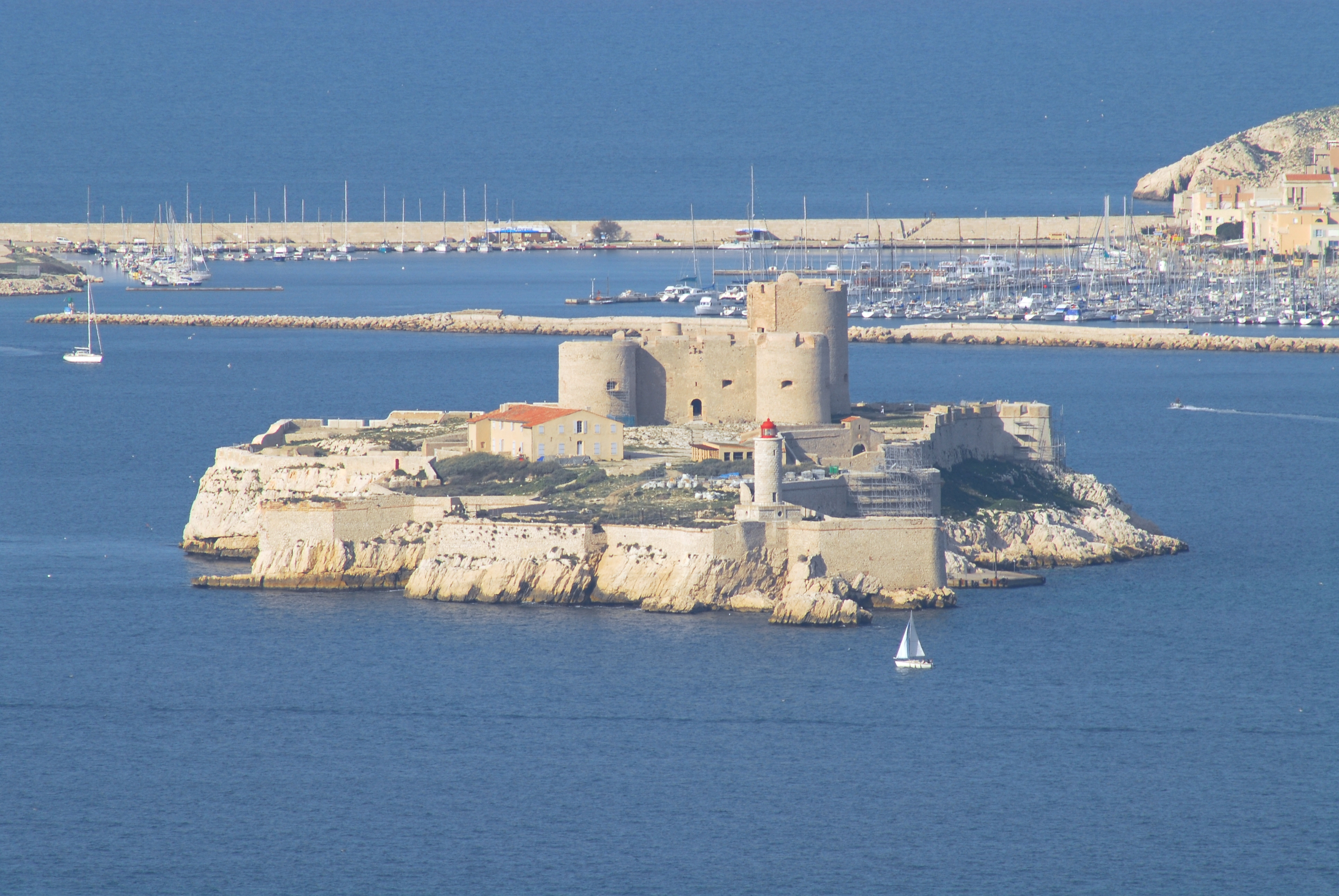
Het Château d'If

Het Château d'If is een fort en voormalige gevangenis op het eiland If; het kleinste eiland van de Frioul-archipel gelegen in de Middellandse Zee voor de kust van Marseille. 
Het fort is 28 meter hoog, en telt drie verdiepingen. Het eiland rondom het fort is bebouwd met verdedigingswerken.

## Geschiedenis

### Fort

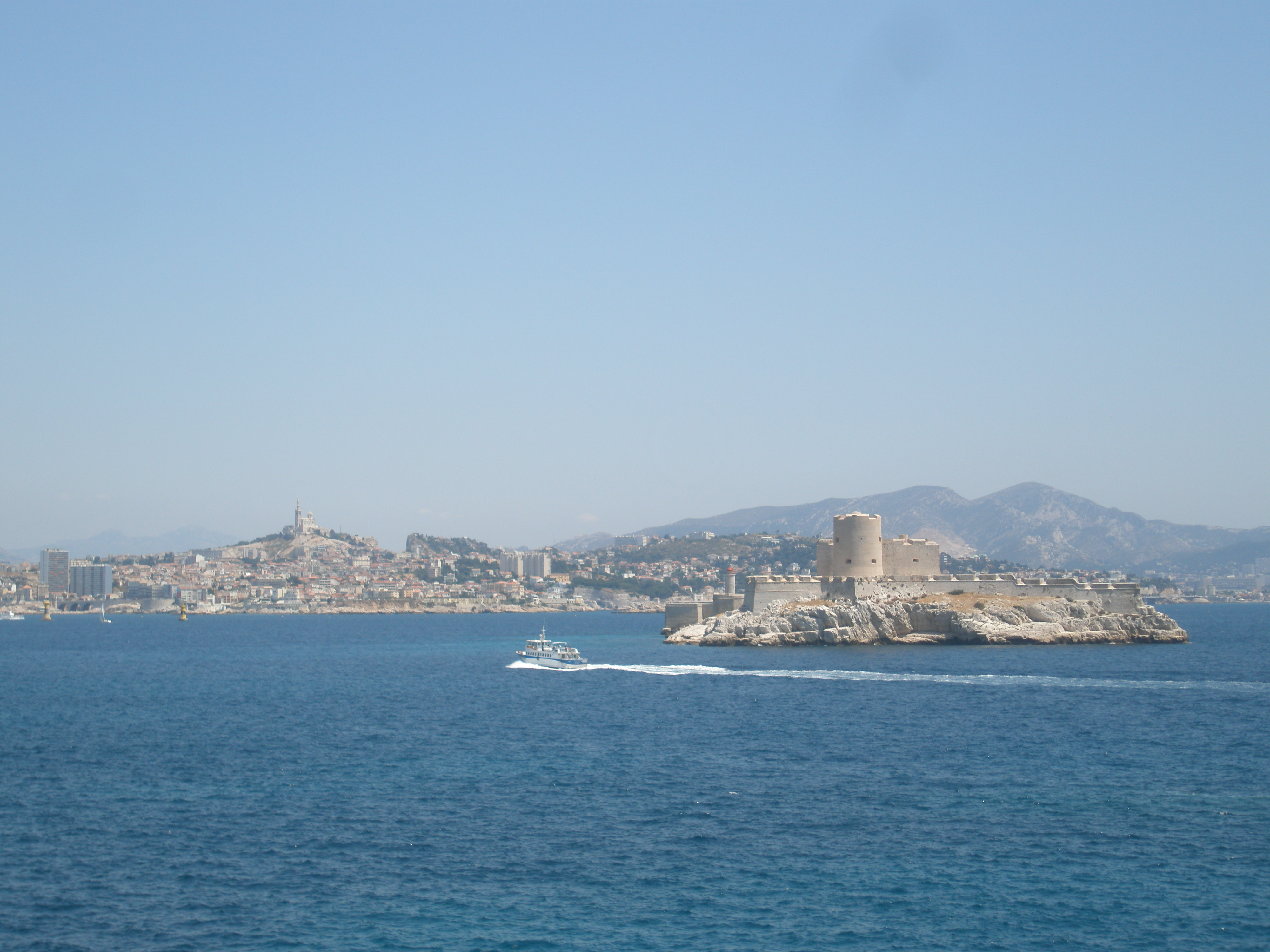
Het Château d'If met Marseille op de achtergrond

Het Château d’If werd tussen 1524 en 1531 gebouwd, in opdracht van koning Frans I van Frankrijk. Het fort was bedoeld voor verdediging tegen aanvallen uit zee. De bouw werd gezien als erg controversieel. Toen Marseille in 1481 door Frankrijk werd geannexeerd, behield de stad het recht om zelf haar verdediging te regelen. Daarom werd het fort zo vlak voor de kust door veel inwoners gezien als een poging tot machtsuitoefening door de Franse overheid.
Het fort hoefde in praktijk nooit gebruikt te worden in een oorlog. In juli 1531 leek het wel even zo ver te komen toen keizer Karel V van het Heilige Roomse Rijk plannen maakte Marseille aan te vallen, maar hij blies deze plannen later af.
In 1701 stelde Sébastien Le Prestre de Vauban vast dat het fort ongeschikt was als militaire vestiging vanwege zwakke plekken. Volgens hem was het fort zwak gebouwd, met weinig zorg voor details.
Na de moord op generaal Jean-Baptiste Kléber in 1800 werd diens gebalsemde lichaam begraven op het eiland If, omdat Napoleon Bonaparte vreesde dat een eventuele graftombe een symbool zou worden voor republicanisme. 18 jaar later liet koning Lodewijk XVIII van Frankrijk het lichaam van Kléber weghalen van het eiland en herbegraven in Straatsburg.

### Gevangenis

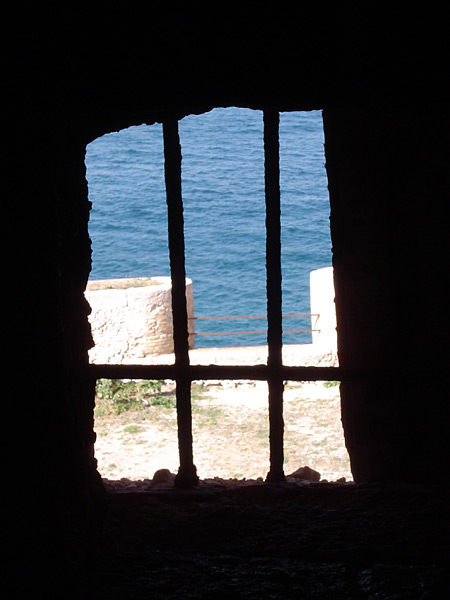
Uitzicht vanuit een cel op het Château d'If

Toen bleek dat het fort niet langer dienst kon doen als militaire vestiging, werd er een gevangenis van gemaakt. De geïsoleerde ligging van het eiland maakte het tot een ideale gevangenis, evenals het latere Amerikaanse Alcatraz. Het fort werd vooral gebruikt als dumpplaats voor politieke en religieuze gevangenen, en werd hierdoor al snel een van de beruchtste gevangenissen van Frankrijk. Er werden meer dan 3500 hugenoten naar Château d’If gestuurd.
Zoals gebruikelijk in veel gevangenissen destijds, werden gevangenen afhankelijk van hun klasse en rijkdom anders behandeld. De armsten werden letterlijk onderop gestopt, in kerkers zonder ramen. De rijkere gevangenen hadden vaak betere cellen, soms met een eigen open haard en garderobe. Wel dienden ze voor deze privileges te betalen.

### Het Château vandaag de dag
Eind 19e eeuw werd de gevangenis gesloten. Het eiland werd nadien ook ontdaan van de laatste militaire vestigingen, en op 23 september 1890 officieel geopend voor publiek. Het eiland is nu per boot te bereiken vanuit Marseille. Vanwege de vermelding in Dumas’ boek is het eiland vandaag de dag een populaire toeristische attractie.
Château d'If wordt door het Franse ministerie voor Cultuur gezien als een monument historique.

## Château d'If in fictie
Het eiland als gevangenis werd internationaal bekend toen in de 19de eeuw de schrijver Alexandre Dumas père het gebruikte in zijn boek De graaf van Monte-Cristo. In dit boek wordt de protagonist, Edmond Dantès, opgesloten in Château  d’If en blijft daar 14 jaar alvorens te ontsnappen.
Omdat het echte Château d'If maar een beperkte visuele impact heeft, worden in verfilmingen van Dumas’ verhaal vaak andere gebouwen gebruikt. Zo is de verfilming uit 2002 opgenomen in de St Mary's tower.

## Bekende gevangenen
- Chevalier Anselme (1580-?)
- Jean Serres, Hugenoot
- Élie Neau, Hugenoot
- Filips van Lotharingen, geliefde van Filips van Orléans
- Jean-Baptiste Chataud, scheepskapitein die ervan werd beschuldigd de builenpest naar Marseille te hebben gebracht (c.1720 - c.1723)
- Honoré Gabriel de Riqueti, schrijver en staatsman (1774-1775)
- Michel Mathieu Lecointe-Puyraveau, politicus (1815)
- Gaston Crémieux, een leider van de Commune van Parijs (1871)

Anders dan vaak wordt gedacht, hebben de man met het ijzeren masker en Markies de Sade nooit gevangengezeten in Château d'If.